# Ordinariato militare in Sudafrica
L'ordinariato militare in Sudafrica è un ordinariato militare della Chiesa cattolica per Sudafrica. È retto dall'arcivescovo Dabula Anthony Mpako.

## Territorio
Sede dell'ordinariato è la città di Pretoria.

## Storia
Il vicariato castrense in Sudafrica è stato eretto il 17 maggio 1951.
Il 21 aprile 1986 il vicariato castrense è stato elevato ad ordinariato militare con la bolla Spirituali militum curae di papa Giovanni Paolo II.
Fin dalla sua istituzione, l'ufficio di ordinario militare in Sudafrica è affidato all'arcivescovo di Pretoria.

## Cronotassi dei vescovi
Si omettono i periodi di sede vacante non superiori ai 2 anni o non storicamente accertati.
- John Colburn Garner † (17 maggio 1951 - 26 marzo 1976 dimesso)
- George Francis Daniel (26 marzo 1976 - 24 novembre 2008 ritirato)
- Paul Mandla Khumalo, C.M.M. (24 novembre 2008 - 15 dicembre 2009 dimesso)
- William Matthew Slattery, O.F.M. (23 dicembre 2010 - 30 aprile 2019 ritirato)
- Dabula Anthony Mpako, dal 30 aprile 2019

## Statistiche
| anno | presbiteri | presbiteri | presbiteri | diaconi | religiosi | religiosi | parrocchie |
| anno | totale     | secolari   | regolari   | diaconi | uomini    | donne     | parrocchie |
| ---- | ---------- | ---------- | ---------- | ------- | --------- | --------- | ---------- |
| 1990 | 2          | 2          |            |         |           |           |            |
| 1998 | 1          | 1          |            |         |           |           |            |
| 2001 | 2          | 2          |            |         |           |           |            |
| 2002 | 3          | 3          |            |         |           |           |            |
| 2003 | 3          | 3          |            |         |           |           | 1          |
| 2013 | 8          | 8          |            |         |           |           | 1          |
| 2016 | 9          | 9          |            |         |           |           | 1          |
| 2019 | 7          | 7          |            |         |           |           | 2          |
| 2021 | 3          | 2          | 1          |         |           |           | 1          |